# 科沃 (贝加莫省)

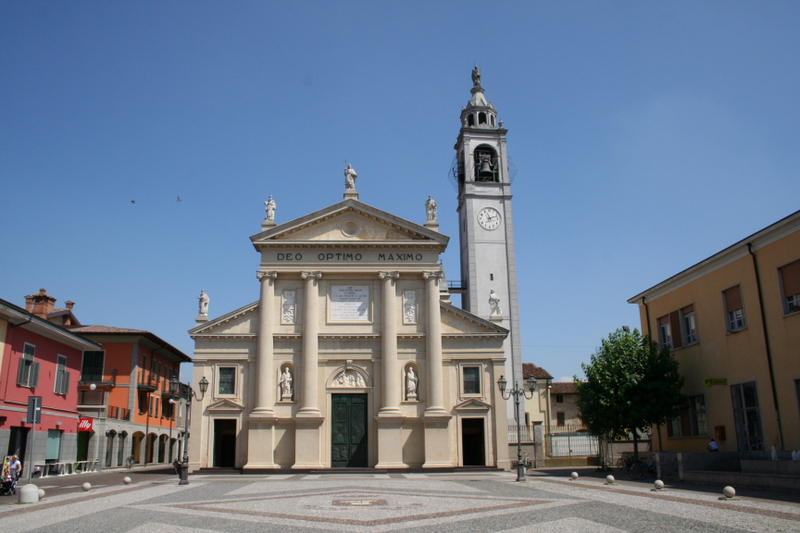
教堂

科沃（義大利語：Covo）是意大利伦巴第大区貝加莫省的市镇。位于米蘭东边45公里、贝加莫东南25公里处，面积为12.7平方公里，人口数量为3,547人（2004年）。